# Inspiral Carpets
Gli Inspiral Carpets sono un gruppo musicale indie rock inglese formatosi nel 1986 ad Oldham, nella contea di Greater Manchester, tra i principali esponenti della locale scena musicale chiamata Madchester e baggy, che ebbe una forte risonanza internazionale tra la fine degli anni ottanta e i primi anni novanta.
Traggono il nome da un negozio di abbigliamento del quartiere di Oldham. Lo stile  del gruppo è basato principalmente sull'uso delle chitarre con l'aggiunta del classico suono sixties psichedelico dell'organo Farfisa con una ricerca per la canzone pop.

## Storia del gruppo
La band venne formata nel 1983 dai compagni di scuola Graham Lambert e Stephen Holt a cui si aggiunse il batterista Craig Gill, all'inizio suonavano garage punk. Dopo alcuni cambi di formazione si raggiunse una certa stabilità nel 1987 con l'aggiunta di Clint Boon alle tastiere/organo e David Swift al basso. Dopo un paio di demo e partecipazione a compilation realizzarono il primo disco ufficiale: l'EP Planecrash per la Playtime nel 1988, agli albori della scena Madchester. Furono chiamati da John Peel per la registrazione in radio per una delle sue storiche session uscita in seguito su disco. In quel periodo divennero conosciuti anche per la loro maglietta provocatoria con disegnata una mucca con occhiali da sole e con scritto sopra Cool as Fuck, titolo poi di un loro EP.
Nel 1989 costituirono una propria etichetta la Cow Records per la quale realizzarono l'EP successivo Trainsurfing ed l'album su cassetta Dung 4. Holt e Swift lasciarono il gruppo per formare The Rainkings, furono sostituiti dal cantante Tom Hingley già dei Two Much Texas e da Martin "Bungle" Walsh. Con questa formazione pubblicarono alcuni singoli, dei quali l'ultimo Move sfiorò la top40 britannica. Questo li portò a firmare per la Mute, per la quale uscì nel 1990 il singolo successivo This Is How It Feels, primo notevole successo del gruppo che raggiunse il 14º posto nella classifica inglese. Successo superato dal primo album Life che sfiorò il primo posto in classifica.
L'anno successivo fecero uscire l'album The Beast Inside trainato dai singoli Caravan e Please Be Cruel ottenendo un buon anche se minore successo. Anche l'album successivo Revenge of the Goldfish entrò in classifica anche fuori dalla Gran Bretagna. L'ultimo album per la Mute fu Devil Hopping con la hit Saturn 5 nel 1994 ed in seguito il gruppo si sciolse. Hingley formò con Jerry Kelly dei Lotus Eaters, The Lovers, Boon la Clint Boon Experience, mentre gli altri si dispersero in altri gruppi.
Nel 2003 il gruppo si è ricostituito e con alterne vicende ha proseguito l'attività finora.
Agli Inspiral Carpets è legato il nome degli Oasis. Noel Gallagher, celebre chitarrista della band, prima di diventare famoso ha fatto il roadie come tecnico delle chitarre nelle tournée degli Inspiral Carpets dal 1988 al 1991, anno in cui entrò a far parte dei The Rain, gruppo in cui figurava anche il fratello Liam e che avrebbe mutato nome in Oasis.

## Componenti

### Formazione originaria
- Stephen Holt - voce
- Graham Lambert - chitarre
- Mark Hughes - basso
- Dave Swift - basso
- Clint Boon - tastiere e voce
- Craig Gill - batteria

### Formazione dagli anni del successo a oggi
- Tom Hingley - voce (Thomas Hingley; Abingdon, 9 luglio 1965)
- Graham Lambert - chitarra (Graham Paul Lambert; Chadderton, Oldham, 10 luglio 1964)
- Martyn Walsh - basso (Martyn John Walsh; Rusholme, Manchester, 3 luglio 1968)
- Clint Boon - organo, seconda voce (Clinton David Boon; Oldham, 28 giugno 1959)
- Craig Gill - batteria (Craig Douglas Gill; Salford, 5 dicembre 1971 - 22 novembre 2016)

## Discografia

### Album studio
- 1989 - Dung 4 - (Cow, cassetta)
- 1990 - Life - (Mute Records, Official Albums Chart numero 2)
- 1991 - The Beast Inside - (Mute, UK Albums Classifica numero 5)
- 1992 - Revenge Of The Goldfish - (Mute, UK Albums Classifica numero 17)
- 1994 - Devil Hopping - (Mute, UK Albums Classifica numero 10)
- 2014 - Inspiral Carpets - (Cherry Red, UK Albums Chart No. 63)

### Compilation
- 1995 - The Singles - (Mute, UK Albums Classifica numero 17)
- 1996 - Radio 1 Sessions - (Strange Fruit Records)
- 2003 - Cool As (Mute, UK Albums Classifica numero 65)
- 2003 - Greatest Hits - (Mute)
- 2007 - Keep the Circle (solo in download digitale)

### Video
- 1990 - 21.7.90 - (BMG/Cow, VHS)
- 1995 - Inspiral Carpets The Singles - (Mute, VHS)
- 2003 - Live at Brixton Academy (Mute, DVD)

## Singoli
| Anno  | Titolo                  | Posizione in classifica | Posizione in classifica | Album                   |
| Anno  | Titolo                  | UK                      | US Alt.                 | Album                   |
| 1988  | Planecrash EP           | N/A                     | N/A                     | N/A*                    |
| 1989  | Trainsurfing EP         | N/A                     | N/A                     | N/A*                    |
| 1989  | "Joe"                   | N/A                     | N/A                     | N/A*                    |
| 1989  | "Find Out Why"          | #90                     | N/A                     | N/A*                    |
| 1989  | "Move"                  | #49                     | N/A                     | Life*                   |
| 1990  | "Commercial Rain"       | N/A                     | numero 27               | Life*                   |
| 1990* | "This Is How It Feels"  | numero 14               | numero 22               | Life                    |
| 1990  | "She Comes in the Fall" | numero 27               | N/A                     | Life                    |
| 1990  | "Island Head EP"        | numero 21               | N/A                     | N/A                     |
| 1991  | "Caravan"               | numero 30               | numero 15               | Beast Inside            |
| 1991  | "Please be Cruel"       | numero 50               | N/A                     | Beast Inside            |
| 1992  | "Dragging Me Down"      | numero 12               | N/A                     | Revenge of the Goldfish |
| 1992  | "Two Worlds Collide"    | numero 32               | numero 8                | Revenge of the Goldfish |
| 1992  | "Generations"           | numero 28               | N/A                     | Revenge of the Goldfish |
| 1992  | "Bitches Brew"          | numero 36               | N/A                     | Revenge of the Goldfish |
| 1993  | "How it Should Be"      | numero 49               | N/A                     | N/A                     |
| 1994  | "Saturn 5"              | numero 20               | N/A                     | Devil Hopping           |
| 1994  | "I Want You"            | numero 18               | N/A                     | Devil Hopping           |
| 1994  | "Uniform"               | numero 51               | N/A                     | Devil Hopping           |
| 1995  | "Joe"                   | numero 37               | N/A                     | The Singles             |
| 2003  | "Come Back Tomorrow"    | numero 43               | N/A                     | Cool As                 |

* Commercial Reign non compariva in Life nel Regno Unito. This is How it Feels fu pubblicata nel 1991 negli USA.